# Vízbemászó televénycsiga
A vízbemászó televénycsiga (Deroceras laeve) nedves területeken élő meztelencsigafaj. Üvegházakban kártevő lehet, a mezőgazdasági termékekkel mára az egész világon széthurcolták.

## Megjelenése
A vízbemászó televénycsiga 15–35 mm hosszú, kis csigafaj. Színe sötétbarna vagy akár szinte teljesen fekete. Feje és tapogatói jellegzetesen füstösen kékesfeketék. Első ránézésre egyenletes színű, közelről megvizsgálva csoportokba rendeződő halvány foltok lehetnek rajta. Teste hengeres, elöl-hátul elvékonyodó, farka végén alacsony taraj található. Köpenye szokatlanul nagy, a test felére is kiterjedhet; alakja ovális, finom koncentrikus redőzöttséggel. Talpa keskeny és fehéres, az általa termelt nyálka átlátszó, híg, nem ragadós. A Magyarországon szintén előforduló mediterrán televénycsigától (Deroceras panormitanum) farkának alapka különbözteti meg: a vízbemászó televénycsiga farka vége tompán lekerekedik, míg a másik fajé hegyben végződik. A pontos fajszintű azonosítás csak az állat felboncolása és ivarszerveinek vizsgálatával lehetséges.  

## Elterjedése
Eredetileg eurázsiai és észak-amerikai faj volt, de mára a mezőgazdasági terményekkel az egész világon széthurcolták, beleértve a trópusi vidékeket is. 

## Életmódja
Folyamatosan nedves környezetet igényel, de más tekintetben nagy tűrőképességű, igénytelen faj. Természetes környezetében mocsarak, lápok, ártéri égeresek, tölgyesek lakója. Egyaránt elviseli Skandinávia vagy a trópusok éghajlatát. Általában 1000 m tengerszint fölötti magasságig gyakori, de Svájcban 1800 m, Bulgáriában pedig 2500 m fölött is megfigyelték. Az egyetlen szárazföldi csigafaj, amely saját akaratából víz alá merül és szükség esetén napokig életben marad a víz alatt; eközben a folyóvizek nagy területen elterjeszthetik. Elárasztott petéi is hosszú ideig életképesek, sőt ki is kelnek a víz alatt. Agilis, gyors mozgású meztelencsiga. Mindenevő, de elsősorban a növények zöld vagy elfonnyadt részeivel táplálkoznak.
Hermafroditák bár sok példánynak nincs pénisze. Képes az önmegtermékenyítésre is. Párzás után három nappal egyesével vagy kis csomókban lerakja 1-2,5 mm-es petéit, összesen 20-30-at. A 3 mm-es ivadékok 20-30 nap múlva kelnek ki és 60-80 nap múlva már ivarérettek. A peterakás után nem sokkal elpusztulnak, így általában élettartamuk mindössze 3-5 hónap (maximum egy év, de ez ritka). Kedvező életkörülmények esetén évente 5 generáció is felnőhet és az egyedek élettartama csak egy hónap.
Természetes élőhelyei fogyatkozóban vannak, de a csiga üvegházakban gyorsan elszaporodhat és komoly károkat okozhat  termesztett növényekben. 

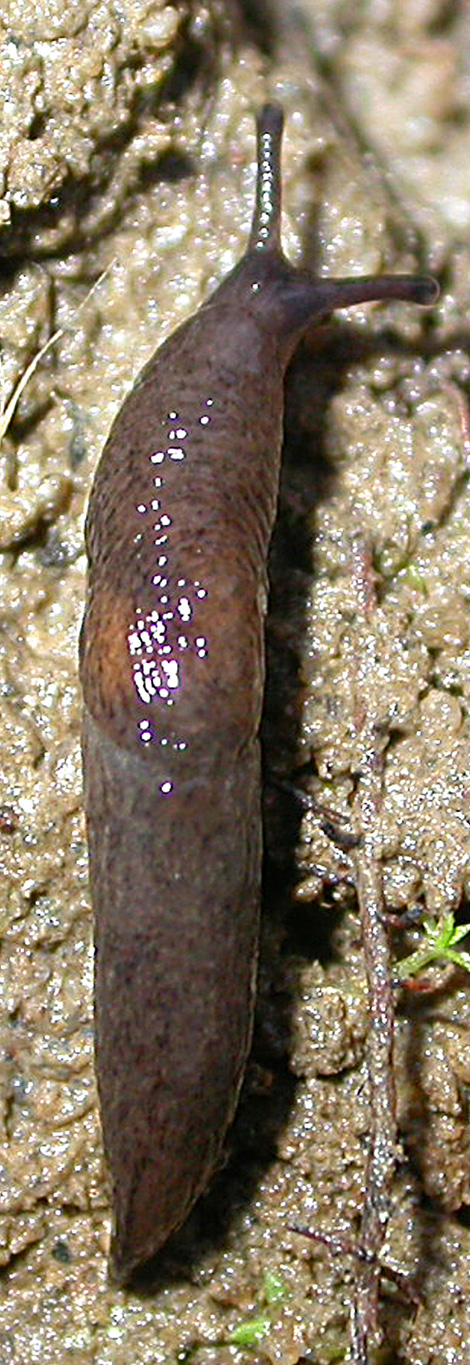
Vízbemászó televénycsiga
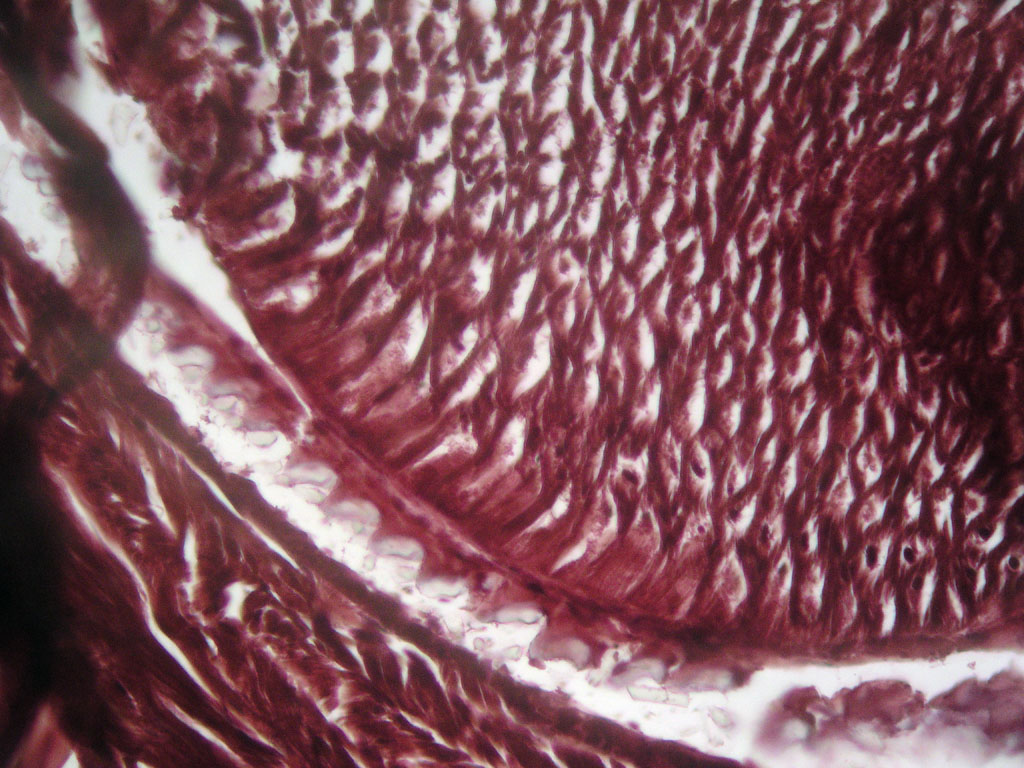
Reszelőnyelve (radulája) 400x nagyításban
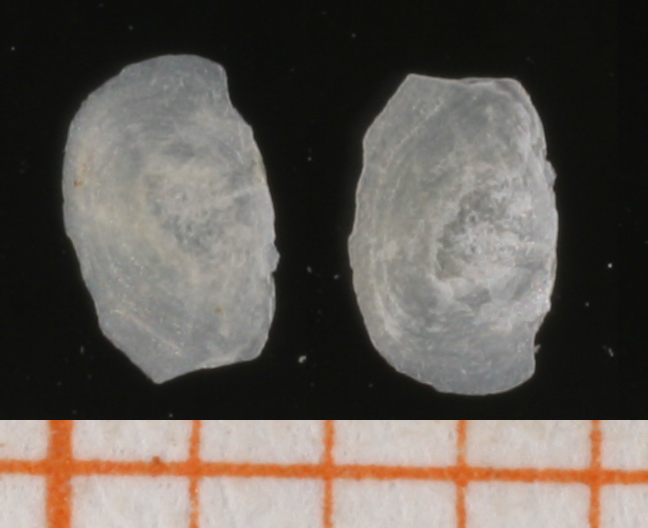
Köpeny alatti mészlemezkéje
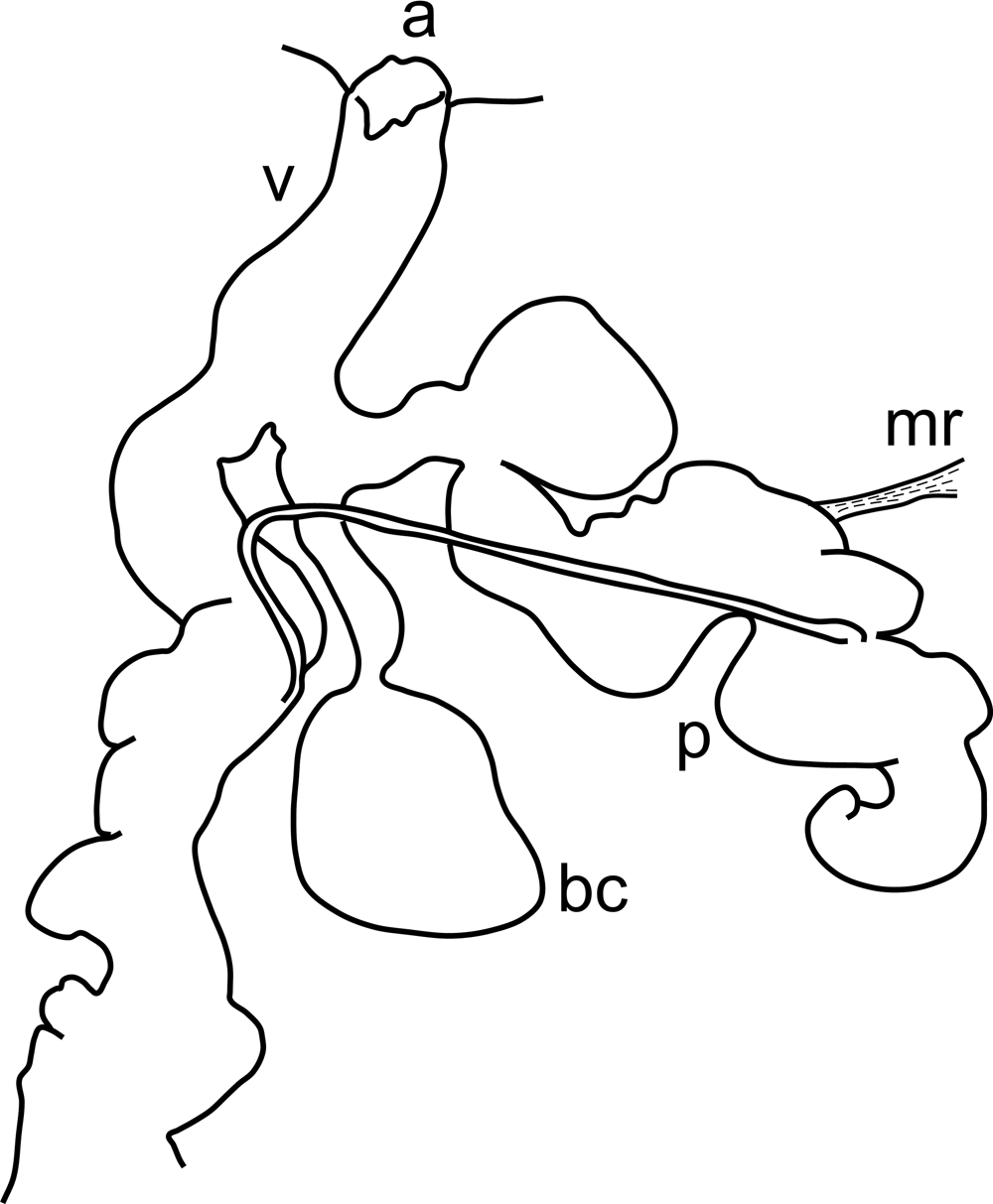
Ivarszervei